# レールテ
レールテ (ドイツ語: Lehrte, ドイツ語発音: [ˈleː̯ɐtə] ( 音声ファイル)) は、ドイツ連邦共和国ニーダーザクセン州ハノーファー広域連合に属す市である。この街は典型的な鉄道都市である。レールテの中心部は、州都ハノーファーの中心部から直線距離で 16 km の位置にある。

## 地理
レールテは、ハノーファーの東に位置してる。北ドイツ低地、より詳しくはブラウンシュヴァイク＝ヒルデスハイム黄土地域とブルクドルフ＝パイネ・ゲースト（砂地の土地）、ハノーファー・モーアゲースト（泥湿地）の境界部に位置している。

### 隣接する市町村
レールテは、南はゼーンデ、西はハノーファー、北西はイーゼルンハーゲン、北はブルクドルフ、北東はユッツェ（以上いずれもハノーファー広域連合）、東はエーデミッセン、パイネ、ホーエンハーメルン（以上パイネ郡）と境を接している。

### 市の構成
| オルトシャフト（地区）             | オルトシャフト（地区） | 面積 (km2) | 人口（人） |
| ---------------------------------- | ---------------------- | ---------- | ---------- |
| アールテン                         | Ahlten                 | 19.68      | 5,493      |
| アリグセ                           | Aligse                 | 5.75       | 1,696      |
| アルプケ                           | Arpke                  | 10.69      | 2,879      |
| ヘーメラーヴァルト                 | Hämelerwald            | 18.45      | 4,622      |
| インメンゼン                       | Immensen               | 19.40      | 2,412      |
| コルスホルン                       | Kolshorn               | 6.40       | 368        |
| レールテ（中核市区）               | Lehrte                 | 20.46      | 23,493     |
| レッデンゼン                       | Röddensen              | 4.62       | 238        |
| ジーファースハウゼン               | Sievershausen          | 6.54       | 2,375      |
| シュタインヴェーデル               | Steinwedel             | 13.24      | 1,799      |
| アルトヴァルムビューヘナー・モーア | Altwarmbüchener Moor   | 1.83       | -          |
| 合計                               | 合計                   | 127.05     | 45,343     |
| レールテ地区図                     |                        |            |            |
|                                    |                        |            |            |

数値は、2016年12月31日現在のものである。

## 歴史

### 最初の定住
レールテで最も古い出土品は石器時代（紀元前2000年頃）のものである。ラムスベルク（またはラーメスベルクとも呼ばれる）の西斜面の溝から石製の道具や器具が発見された。ここでは、1845年の鉄道レールテ - ヒルデスハイム線建設工事で墓地も発見されている。この溝は偶然ではなく、麓を流れる小川の利水と洪水防災を考慮して造られていたと考えられる。

### 中核市部の歴史
レールテ村は、1147年に初めて文献に記録された。この村は、他のゲルマン人の村と同じ様に、丘陵地沿いの川辺りに建設された。この村は3本の小道（後に通りに拡張された）を中心に形成された: オスター通り、ミューレン通り（現在はマルクト通りの一部）、ハーゲン通りがそれである。3本の通りは現在も昔と同じリンデンベルクで合流する。レールテは何世紀もの間重要性の低い農村であった。1147年から1302年までの間に（精確な日付は明らかでない）、シュタインヴェーデルの教会（現在のニコラウス教会）の下位に属する礼拝堂がこの村に建設された。この頃すでにレールテは、歴史的地域区分グローセス・フライエスに属していた。

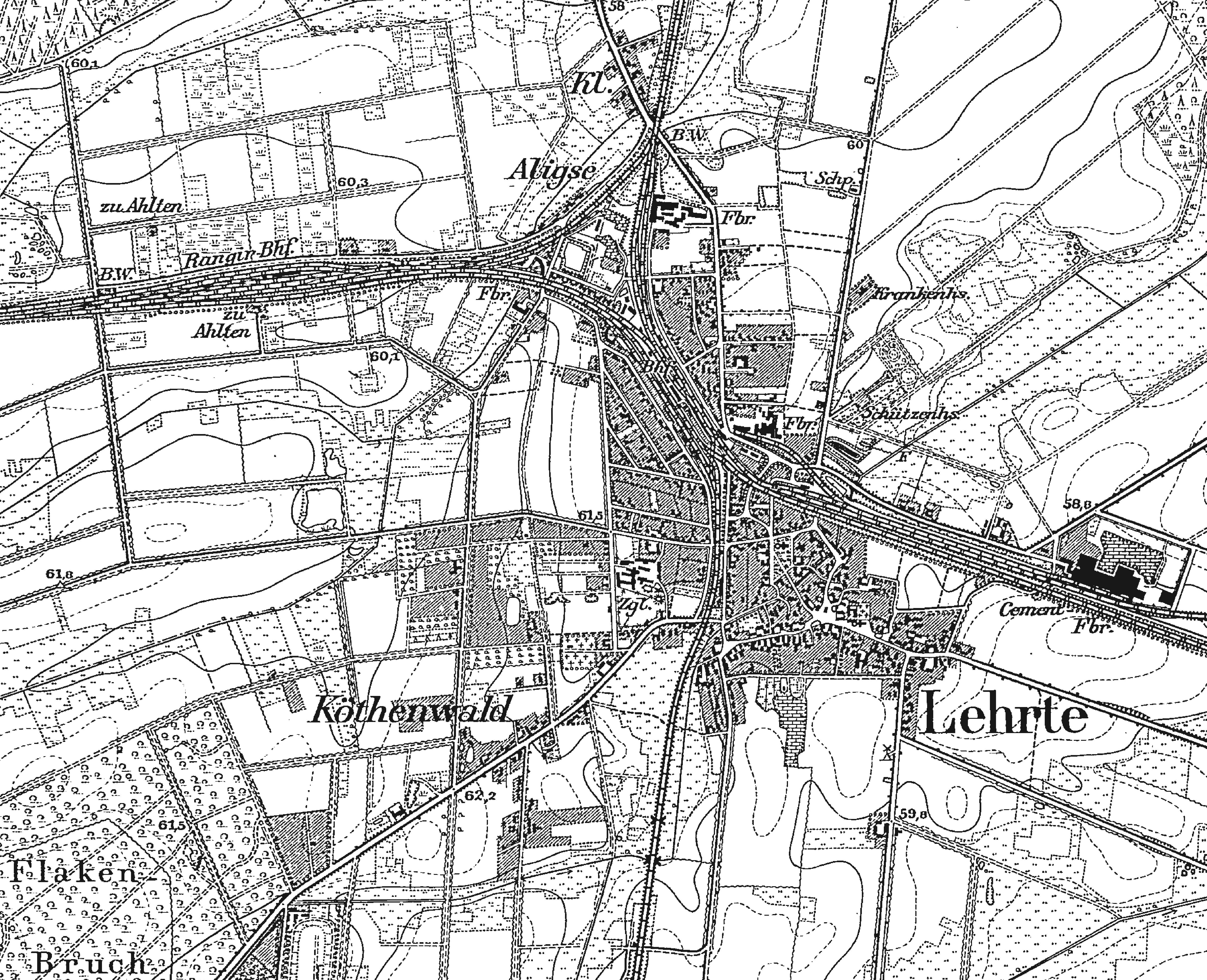
1896年のレールテの地図

1843年からの鉄道ハノーファー-ブラウンシュヴァイク線の建設によって初めてレールテは重要性を獲得し、その後鉄道がツェレ、ヒルデスハイム、ベルリン（ベルリン-レールテ線）へと延伸されるに連れ、その重要度は増していった。鉄道建設開始時点で755人だった人口は、60年後には約10倍になっていた。1898年にレールテは都市権を授けられた。鉄道とともに工業も発展し、製陶業、ミネラル肥料、セメント、缶詰、製糖業の工場が定着した。

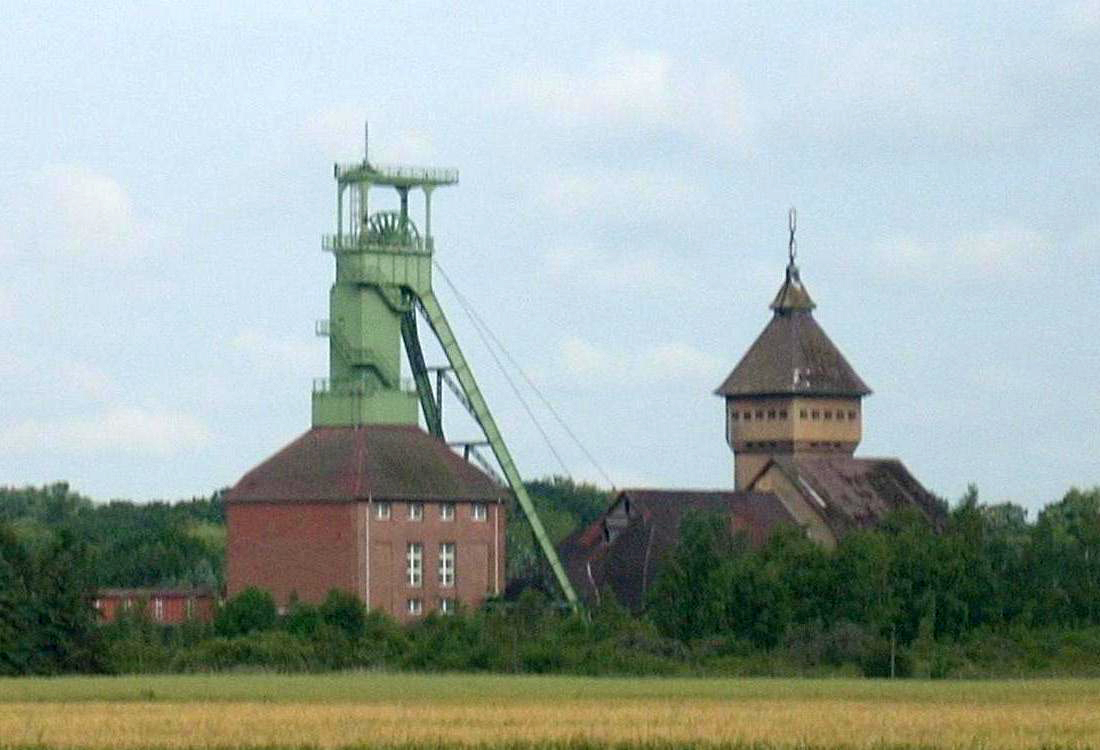
ベルクマンスゼーゲン＝フーゴ坑道のカリ採掘施設

1881年にヘルマン・マンスケが他の有志とともにレールテにセメント工場「ゲルマニア」を設立した。この会社は、ハノーファー近郊のセメント産業の2番めの工場であった。マンスケは1892年に病院と土地を寄贈し、市はその栄誉を讃えて通りをマンスケ通りと名付けた。同じ年に彼はヴィラ・ノルトシュテルンを建設した。セメント工場は1910年に操業停止した。1911年に家畜の売買ホールが建てられ、レールテは北ドイツで最も重要な家畜取引の街となった。1912年にカリ坑道ベルクマンスゼーゲンが開削された。この頃に学校、特にギムナジウムが建設された。これは長らくブルクドルフ郡で唯一のギムナジウムであった。
1930年代半ばに、レールテの北にアウトバーン、現在の連邦アウトバーン2号線が建設された。その建設に必要な砂や礫の採取のためにホーンホルスト湖が出来上がった。この湖は当時はアウトバーン湖とも呼ばれた。レールテに近いパーキングエリアは現在レールター・ゼー・パーキングエリア（レールテ湖パークングエリア）と名付けられている。アウトバーンの南側のパーキングエリアは元々湖畔にあったが、1987年に取り壊された。

### 新しい都市レールテの歴史
レールテは1974年までリューネブルク行政管区ブルクドルフ郡の市であった。この年の地域再編でブルクドルフ郡、ノイシュタット・アム・リューベンベルゲ、シュプリンゲ・アム・ダイスター（その一部）とハノーファーが統合されてグロースクライス・ハノーファーとなり、ハノーファー行政管区に属した。地域再編に伴い、1973年12月14日の地域区分変更条例に基づいて1974年3月1日に当時のレールテ市とアールテン、アリクゼ、アルプケ、ヘーメラーヴァルト（それまではパイネ郡に属した）、インメンゼン、コルスホルン、レッデンゼン、ジーファースハウゼン、シュタインヴェーデルが新しい都市レールテとして統合された。2001年11月1日以降、レールテ市と州都ハノーファーを含む旧ハノーファー郡は、ハノーファー広域連合を形成した。2004年12月31日にハノーファー行政管区が廃止された。
1975年以降、この街は都市構造上の変化があった。使われなくなっていた内市街の産業休閑地が再利用された（ノイエス・ツェントルム = 新中心街）。かつての踏切は高架に改造された。商工業者には、すでに1970年代に街外れに新たな産業地区が整備されていた。都市構造上の発展はそれまで30年以上にわたってドイツ鉄道によって著しく妨げられていた。とても大きな鉄道休閑地が常にレールテの中心部を占めていた（リヒタースドルフ、旧操車場）。2002年に製糖工場が取り壊されたことによって生まれた約 115 ha の内市街地域の土地は、約 28 ha が都市公園の拡張に、残りが内市街のショッピングエリアに転用されたが、同時に無計画な都市整備による景観破壊をもたらした。激しい政治論争の後、製糖工場跡地の別の場所に2012年に大型ホームセンターが建設された。残りのエリア（C-エリア）はサービス業者のための用地とされているが、2017年秋現在、適切な候補者がいない。
2009年5月25日、この街は連邦政府から「多様性の街」という肩書を授与された。

### 人口推移

1871年以降の人口推移

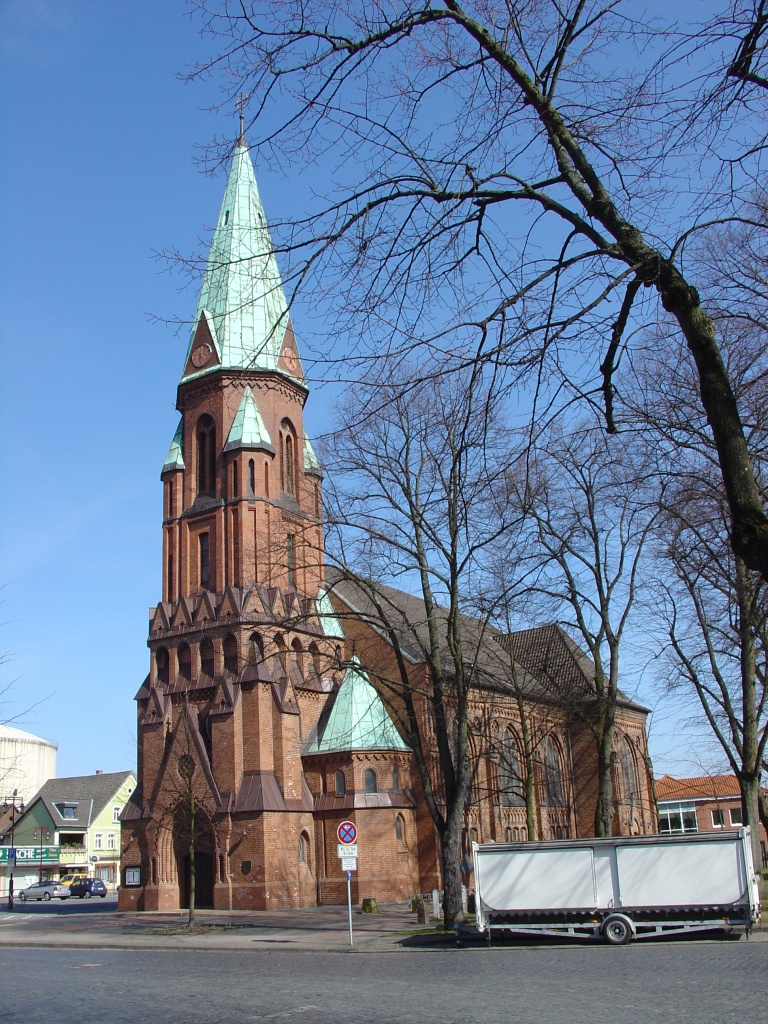
マテウス教会

## 住民

### 宗教
マルクト広場に建つ1876年建造のマテウス教会とオスター通り沿いのニコラウス教会がマテウス教区に属している。アム・ディステルボルンにあり、福音記者マルコにちなんで名付けられた近代的なマルクス教会は、1961年から1963年に同名の教区によって建設された。両教区は、福音主義＝ルター派のブルクドルフ教会クライスに属している。
カトリックの聖ベルンヴァルト教会はフェルト通り沿いにある。この教会は1894/95年に建設され、1935/36年に大きく拡張された。同名の司祭区はヒルデスハイム司教区のハノーファー主席司祭区に属す。この司祭区にはアールテンの支教会も含まれる。
福音主義自由教会のヨハネスゲマインデ（バプテスト）はケーラーハイデに集会所を有している。福音主義自由教会のエクレシアは Bund Freikirchlicher Pfingstgemeinden に属し、ガルテン通りにその本部を有している。新使徒教会は、エーフェルナー通りに教会を有している。Landeskirchliche Gemeinschaft レールテは1986年にブルクドルフの Gemeinschaft に加わった。
この他、レールテに合併した地区にも教会が存在する。
ムスリムのコミュニティは、ツー・アルテン・ドルフ通りにモスクを有している。

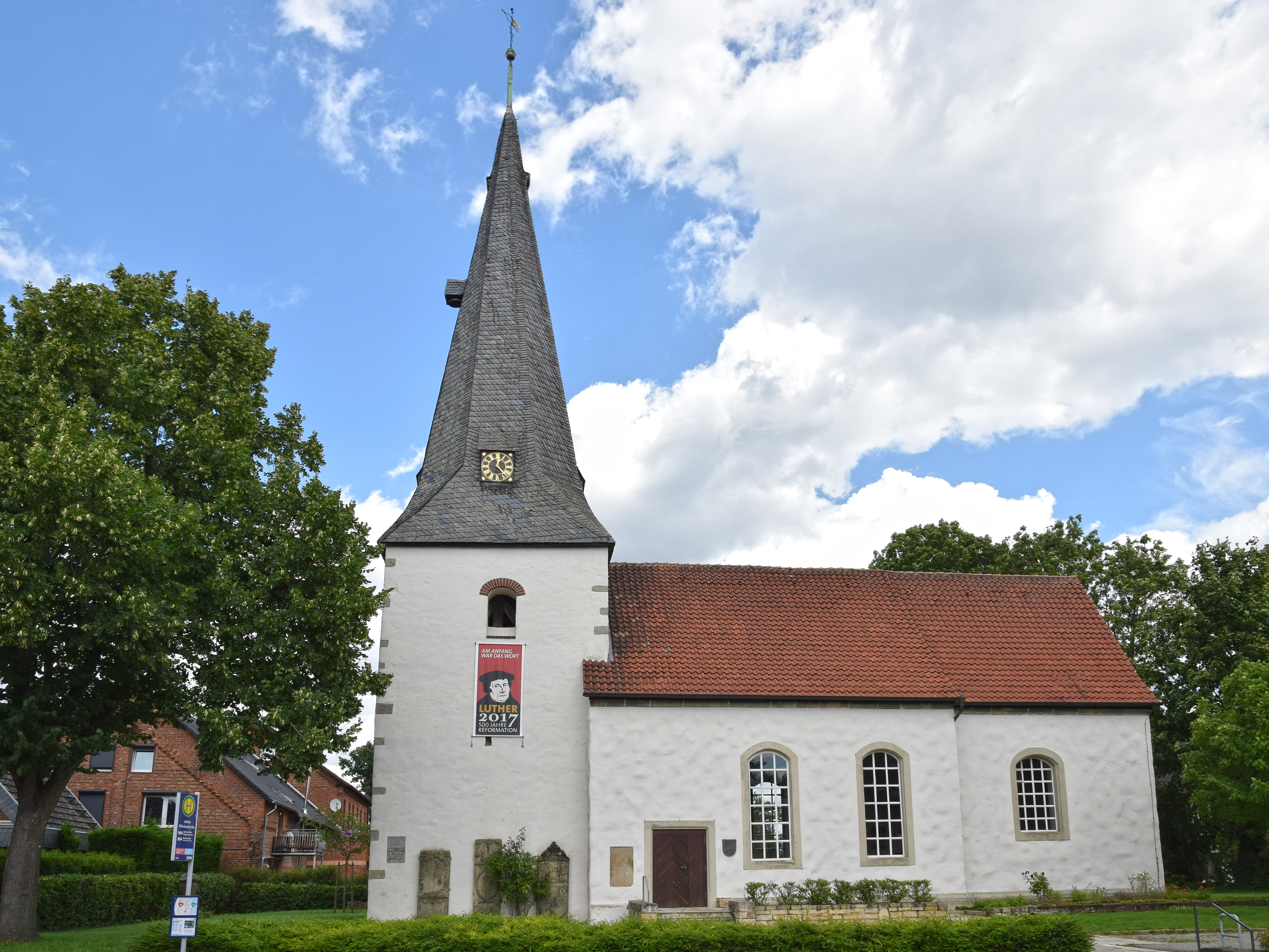
ニコラウス教会
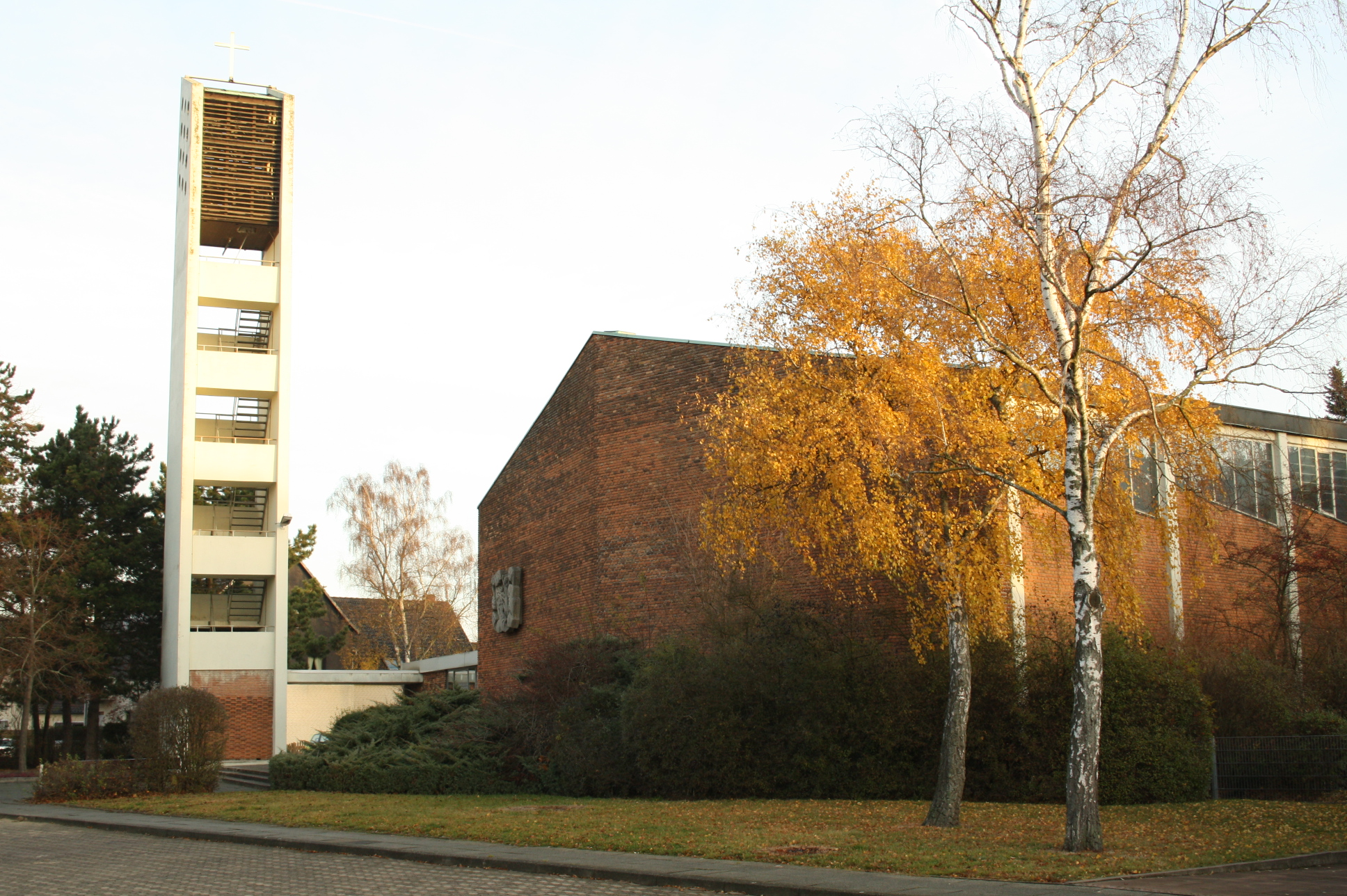
マルクス教会
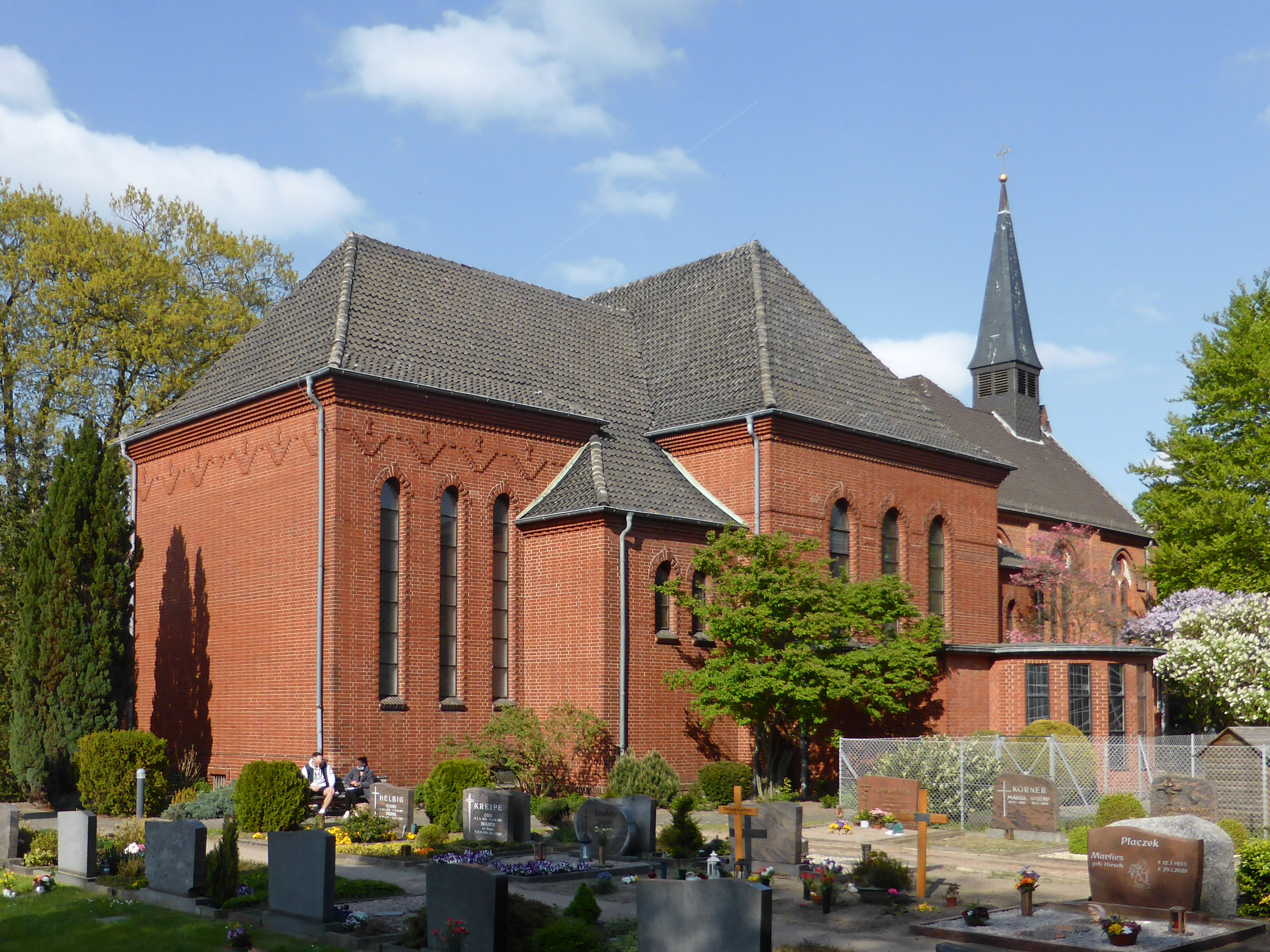
カトリックの聖ベルンヴァルト教会
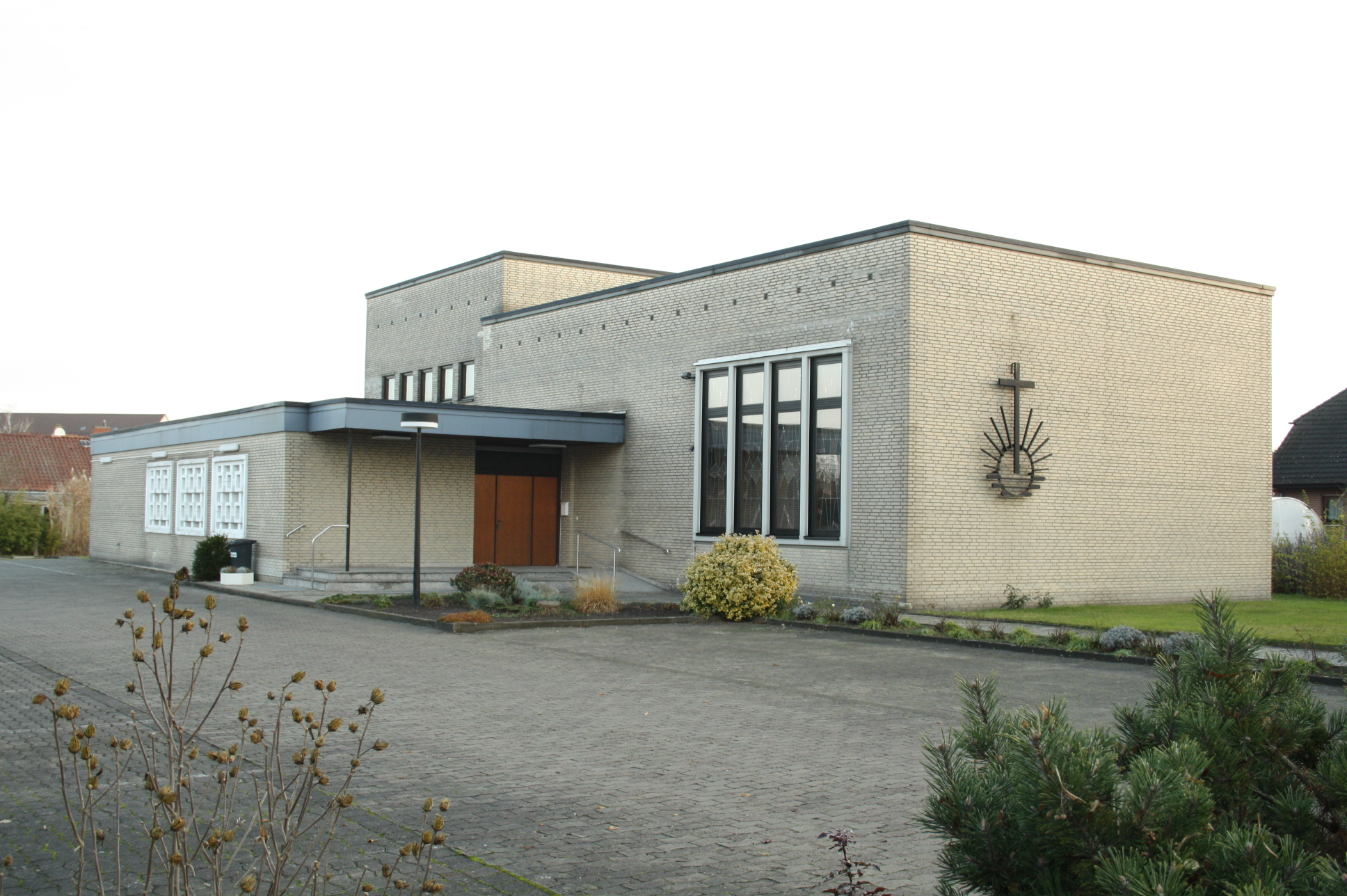
新使徒教会
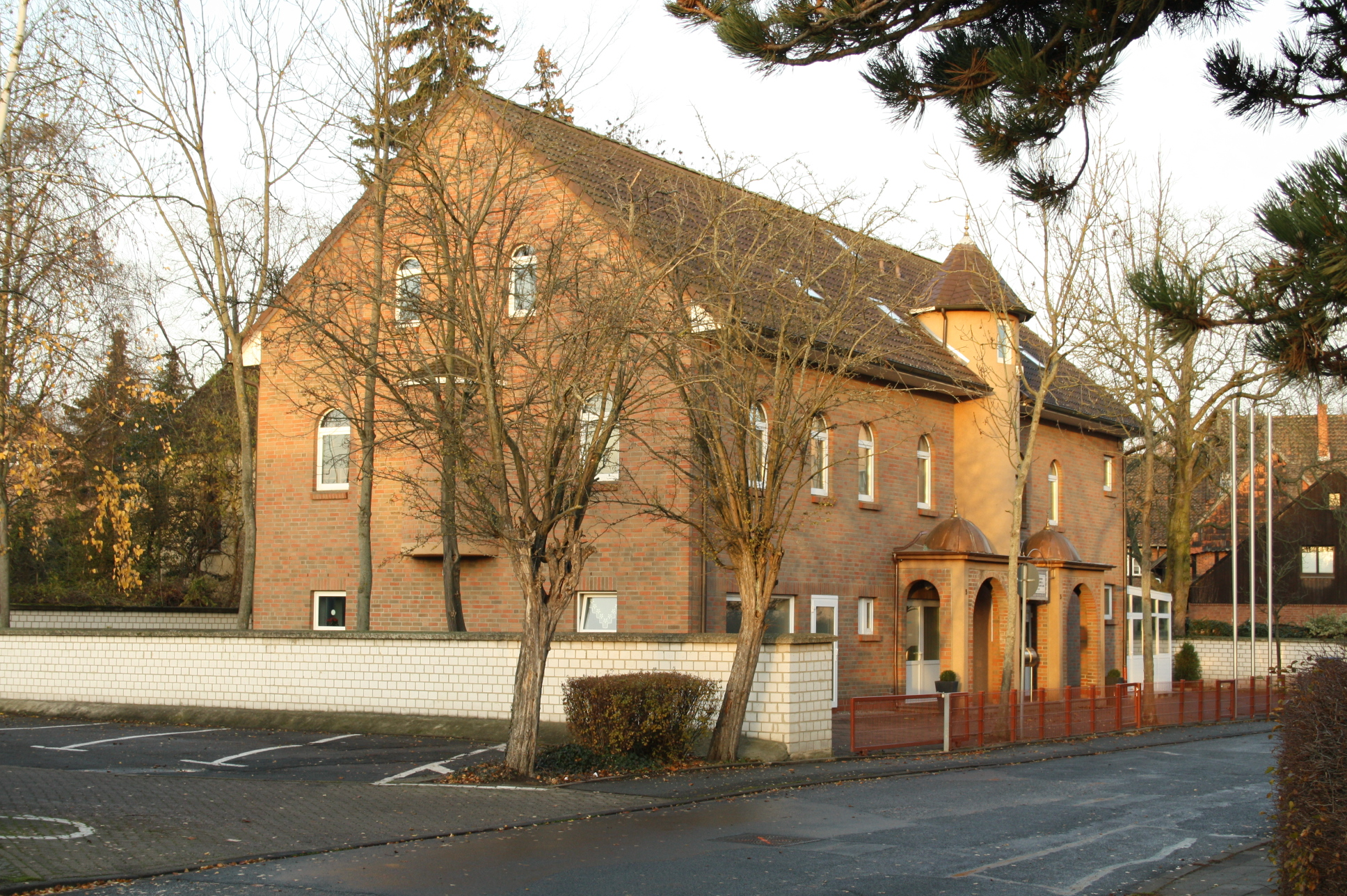
レールテのモスク

## 行政

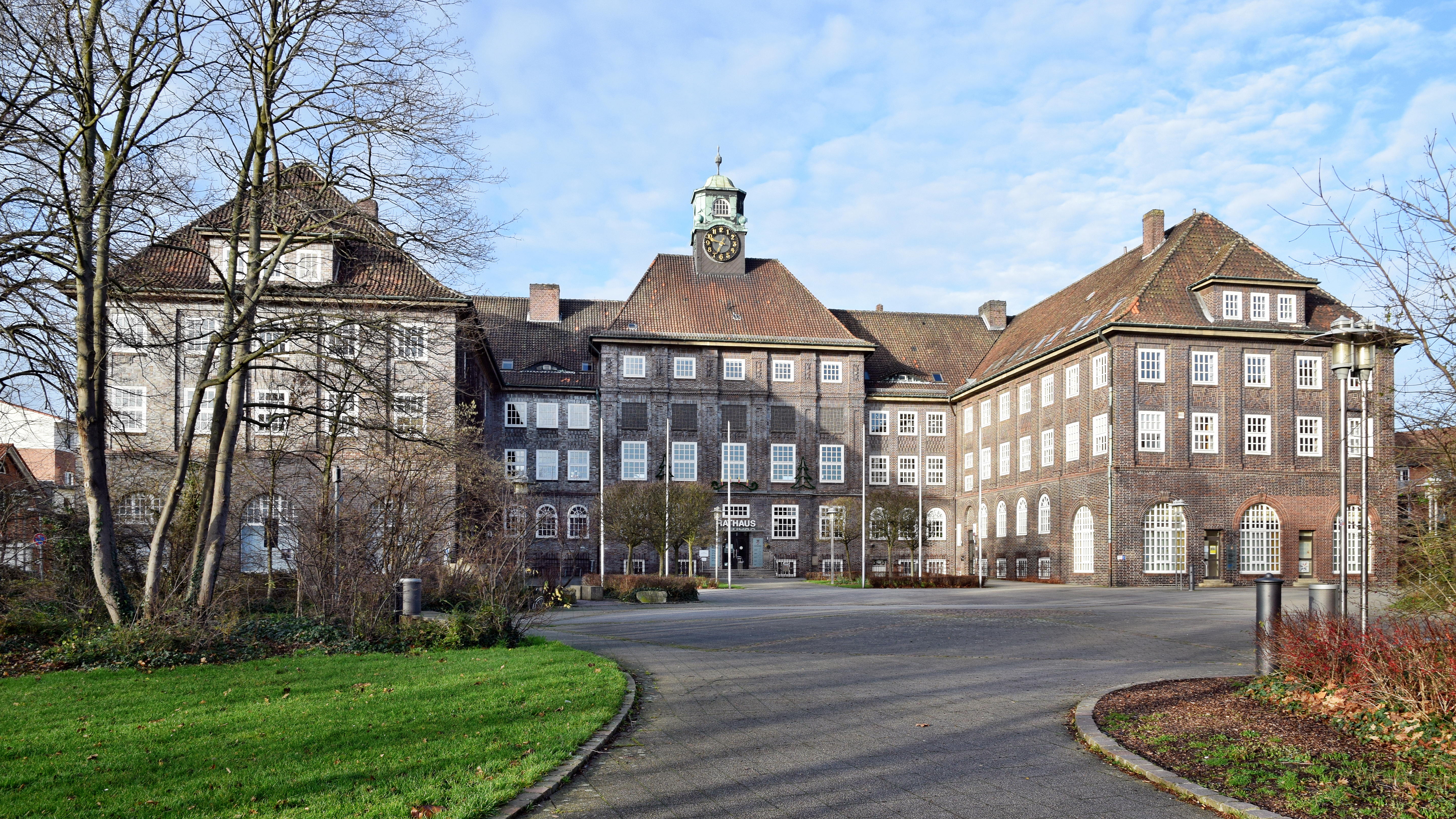
レールテ市庁舎

### 議会
レールテ市の市議会は41議席からなる。40議席の議員と、残り1議席は市長である。

### 首長
フランク・プリューセ (CDU) は2019年6月16日の市長選挙決選投票で、その後7年間の市長に選出された。彼の任期は2019年11月1日からであった。この日にクラウス・ジードルチューク (SPD) は2011年9月11日に選出されて以来務めてきた市長の座を退いた。

#### 過去の市長
- 1972年 - 1974年および1976年 - 2001年: ヘルムート・シュメツコ (SPD)
- 2001年 - 2011年: ユッタ・フォス (SPD)
- 2011年 - 2019年: クラウス・ジードルチューク (SPD)
- 2019年 - : フランク・プリューセ (CDU)

### 地区議会
レールテ市の市区には、7つの地区議会があり、合計51人の地区議会議員がいる。

### 紋章
レールテ市の紋章のデザインは、紋章研究家でガラス画家のカール・ブッシュによる。
- 認可は1927年5月20日にプロイセン国務省によってなされた。
- 1974年3月1日に新設されたレールテ市は旧レールテ市の紋章を引き継ぐこととし、ハノーファー行政管区当局は1974年5月6日にこれを認可した[12]。

図柄: 赤地に銀のアンドレアス十字。これに重ねて青い爪と舌で威嚇し、直立した金の獅子。紋章の上に3つの塔を持つ胸壁の形をした城壁冠。
紋章の由来: レールテ市は「グローセス・フライエス」に属していた。このため、この地域の他の街と同様に赤地に金の獅子を紋章としている。アンドレアス十字は、5つの鉄道路線が交差する交通結節点であることを示している。紋章の上に描かれた3つの塔を持つ城壁冠によって都市権の授与が表現されている。

### 姉妹都市
レールテは以下の都市と姉妹都市協定を締結している。
- シュタースフルト（ドイツ語版、英語版）（ドイツ、ザクセン＝アンハルト州）
- チュチャンカ（ポーランド語版、英語版）（ポーランド、ヴィエルコポルスカ県）
- ヴァンヴ（フランス、オー＝ド＝セーヌ県）

友好都市
- ムンステルオース（スウェーデン語版、英語版）（スウェーデン、カルマル県）
- イーペル（ベルギー、ウェスト＝フランデレン州）

この他に、コロンビアのバジェ・デル・カウカ県やカウカ県、ザクセン州のボルナ、南アフリカのヨハネスブルクと教会上の姉妹協定を結んでいる。

## 文化と見どころ
この街の文化的中心はクルト＝ヒルシュフェルト＝フォーラムである。ここでは、テアター・フュア・ニーダーザクセンやヴァンダービューネンの演劇上演が行われる。このフォーラムには市立図書館と市立文書館が併設されている。
市立公園の木組みの家では、朗読会、コンサート、キャバレーなどが開催される。1984年からレールテ市立公園では年に1回音楽フェスティバル「ブルース・イン・レールテ」も開催される。このフェスには地元のバンドの他に国際的なミュージシャンも参加する。文化的な展覧会は、旧製糖工場敷地内のギャラリー・アルテ・シュロスライやニコラウス教会で行われる。
プログラム映画館（ダス・アンデーレ・キーノ）は、開かれた青年啓発活動の一環として一連の映画を提供している。

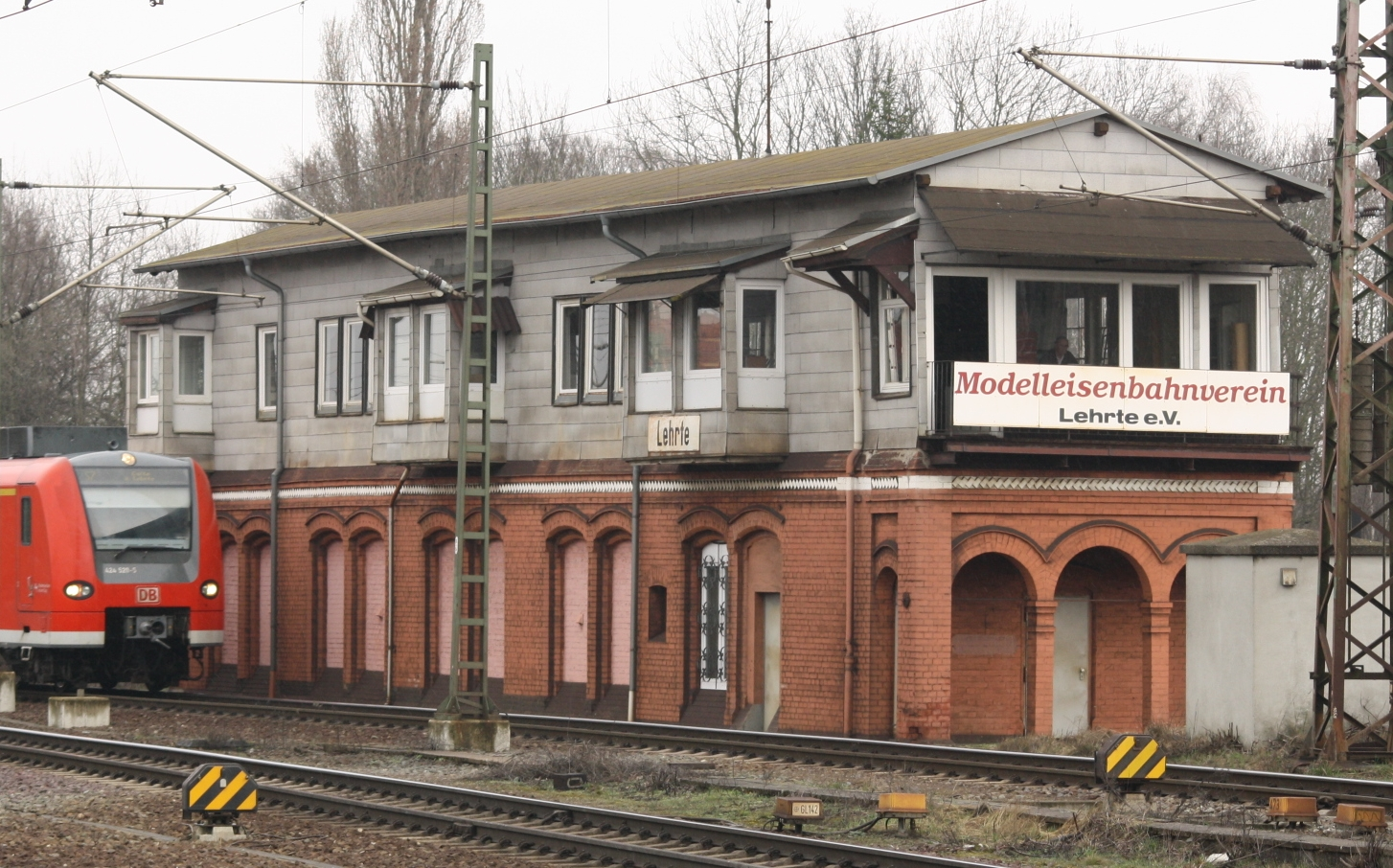
レールテのLpf信号扱所

この他に、レールテには北ドイツで最も古く、最大の機械式信号扱所であった Lpf信号扱所があり、現在は博物館となっている。新しい市立公園には古い水道塔が保存されている。
- レールテの水道塔
  - この水道塔はレールテ市民によって街の象徴的建造物に選ばれた。この水道塔は1912年にハノーファーの建築会社ロバルト・グラストルフ GmbH によって建設され、地表から屋根の先端（風向計を除く）までの高さは 44.57 m で、約250 m3 の水を貯蔵できる。この塔は2003年に稼働を停止した[16]。市の施設局と都市マーケティング協会の市の歴史作業部会との共同プロジェクトで、レールテの水道塔にライトアップが施された。
- レールター・クレールタイヘ
  - 町の東部、テンザー・ブルーフに旧製糖工場の浄水池がある。総面積は 38 ha である。1998年の製糖工場閉鎖に伴い不要になった浄水池は、操業停止後ビオトープに転用された。道の整備が不十分であることが特に鳥類の豊富さに貢献している。ここでは、鳥類学者によって2008年までに260種の鳥類が観察された。この浄化池は文化地区保護財団の所有となっている[17][18]。
- 鉄器時代の家の野外博物館
  - アルプケ近郊のナトゥールフロインデハウス・グラーフホルン（直訳: 自然に親しむ家グラーフホルン）の近くに鉄器時代の大型建築の跡がある[19][20]。2016年8月に完成した復元建造物は野外博物館として利用されている[21]。

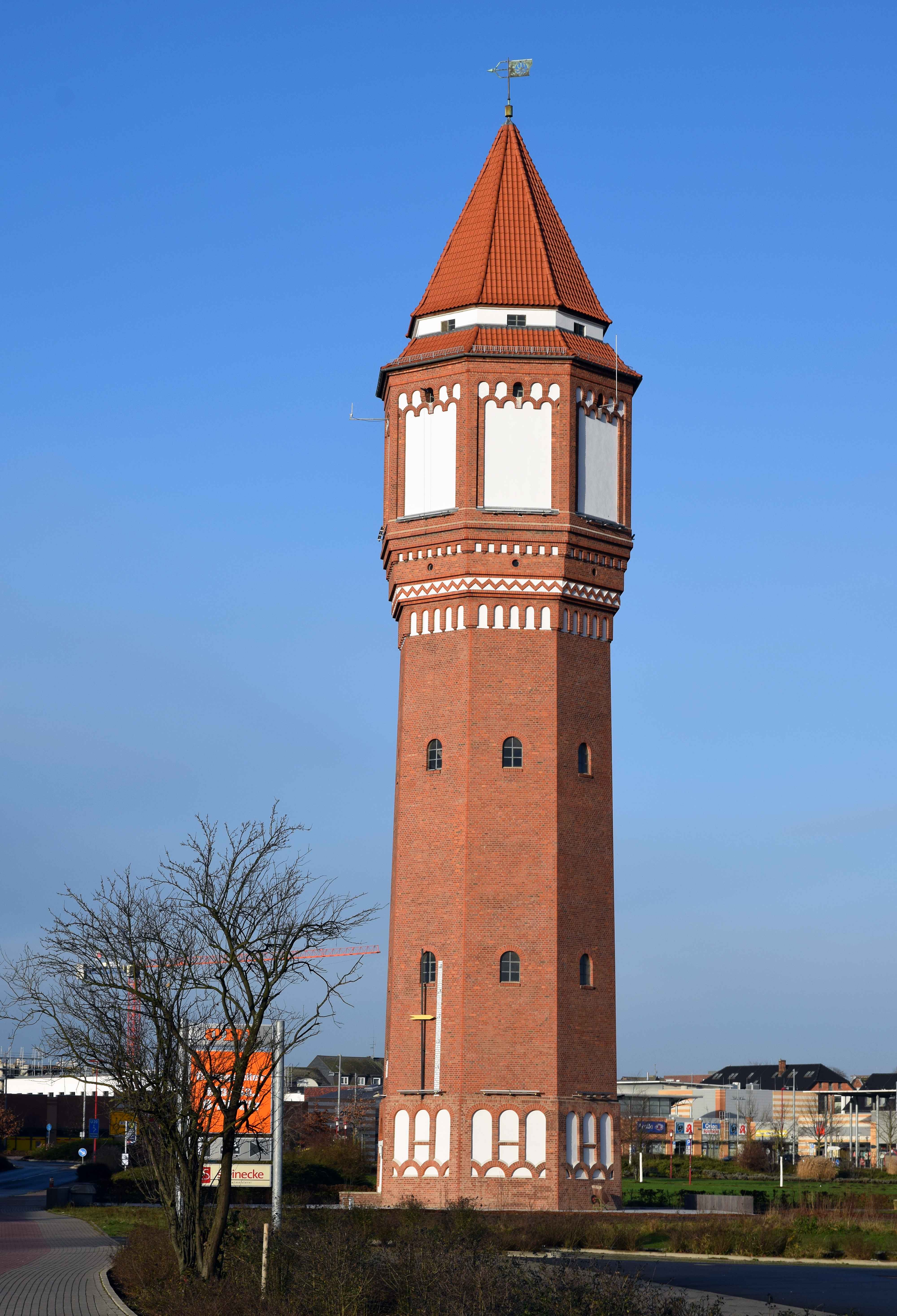
レールテの水道塔
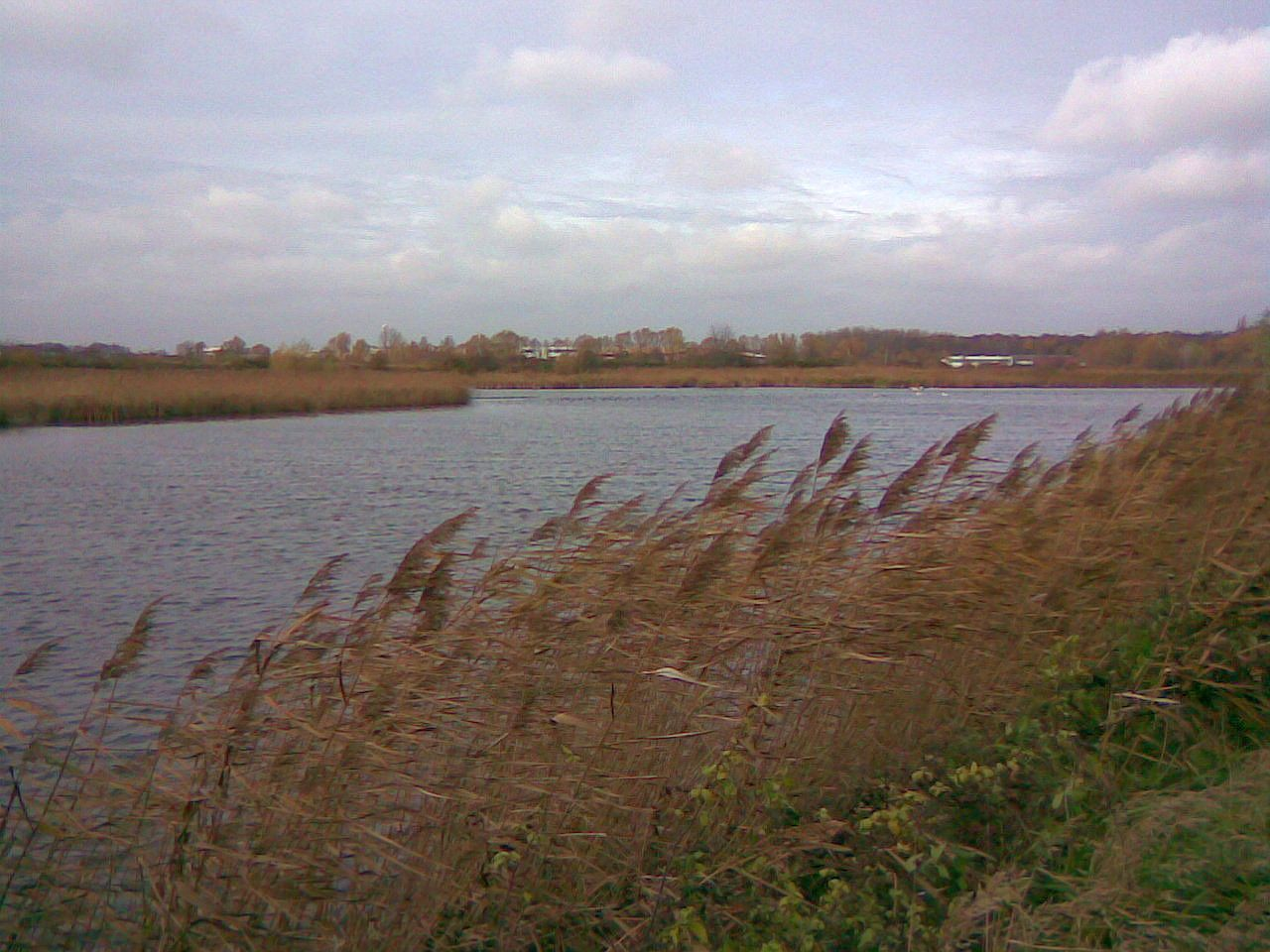
レールテの旧製糖工場の浄水池
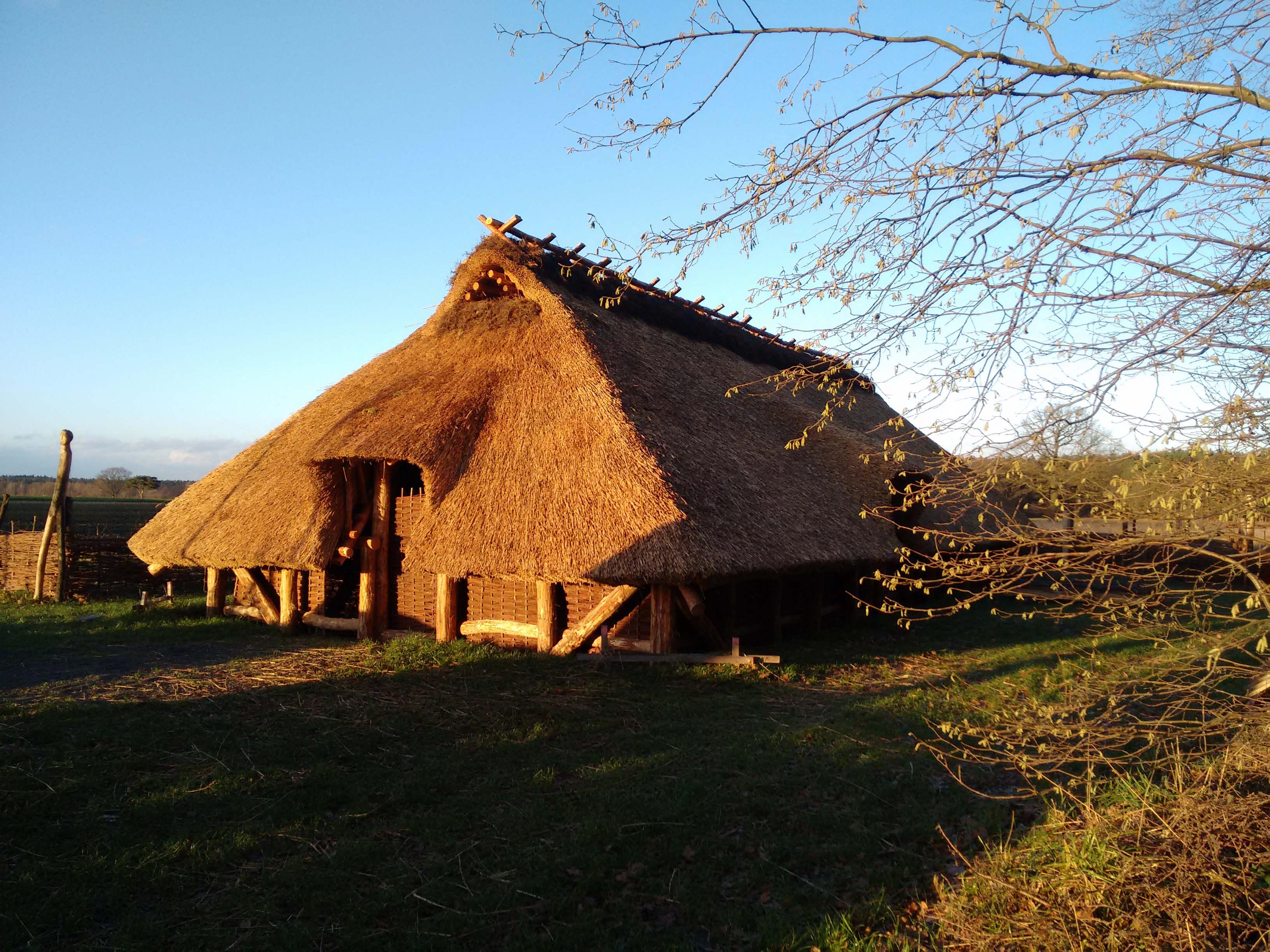
復元された鉄器時代の大型建築

## 経済と社会資本

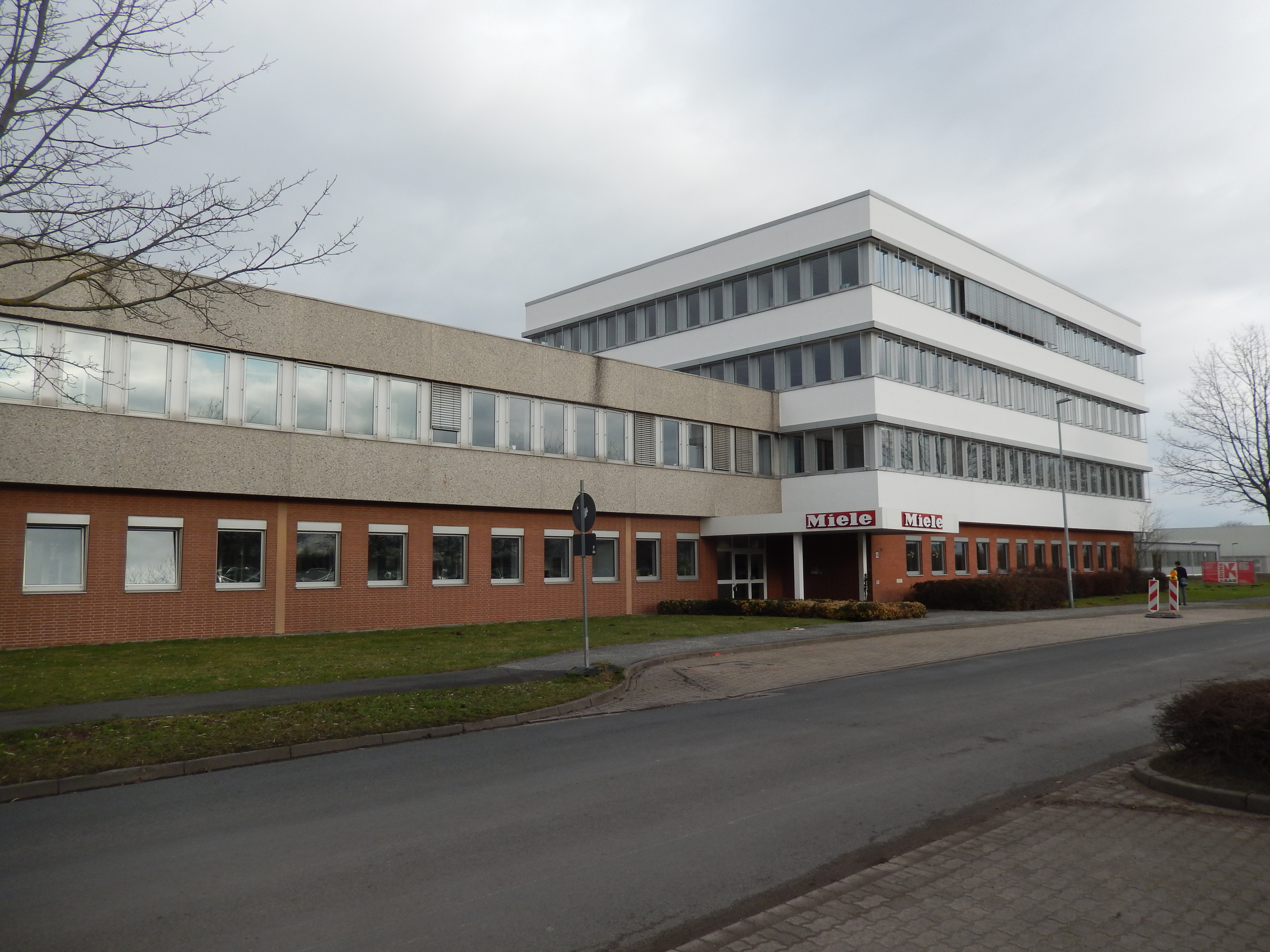
ミーレ、レールテ工場の管理棟

### 経済
伝統的に農業が強力な経済分野である。レールテは1883年に製糖工場アクティエン＝ツッカー＝ファブリーク・レールテ（1962年にレールター・ツッカーAGと改称）の本社となった。この会社は1990年に「ツッカーフェアブント・ノルト・アクティエンゲゼルシャフト」（直訳: 北部製糖連合活動共同体）と融合し、これがノルトツッカーAGの前身となった。レールテの内市街には大きな製糖工場があったが、1998年末に製糖産業集中化の一環として閉鎖された。旧製糖工場の敷地の一部には、2005年11月23日にショッピングセンター・ツッカーファブリークがオープンし、他の部分は市立公園の拡張に利用された。
1965年から、ギュータースローに本社を構える家庭用電化製品製造のミーレが、洗濯機やアイロンなどを製造する工場をレールテに置いている。

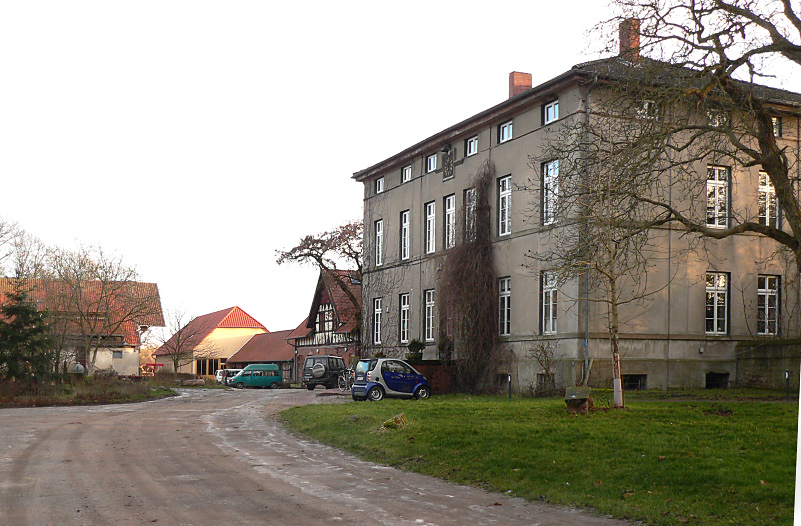
グート・アドルフスホーフ

レールテでも農業のリスク分散がなされている。従来型の栽培の他に代替農業がますます一般的になっている。その一例がグート・アドルフスホーフである。農家の新たな収入源としてバイオガスや太陽光発電といった再生可能エネルギー施設が設けられている。
1910年から1994年までカリ工場ベルクマンスゼーゲン＝フーゴがあった。1998年に坑道が水で満たされた。ベルクマンスゼーゲン坑道の巻揚げ機が遺されている。
連邦アウトバーン2号線と7号線との中央に位置する立地であることからレールテは交通結節点および流通拠点としてその重要性を増している。したがってレールテには特に、ディスカウントショップのアルディ＝ノルト、食料品大手のレーヴェ・グループ、タイヤ販売のデルティコム、ホームセンターのホルンバッハ、運輸会社ヘルマン、宅配業者DPDの流通センターが設けられている。大手パン製造業者の製品シェーファース・ブロートはレールテのパン工場で作られている。この工場は1999年10月に完成し、約250の店舗にパンを供給している。
化学工業は、アクテガ（塗料）、フリードリヒ・ブランディング GmbH & Co. エフベコール＝クレプシュトフ＝ファブリーク、レールテ化学工場（塩）などがその代表である。
レールテは、THW-オルツフェアバント（技術支援隊地方支部）の所在地である。ここには技術部隊の他に「インフラストラクチャー」や「指揮およびコミュニケーション」専門グループが配備されている。

### 教育
レールテ市には基礎課程学校が11校あり、このうち7校が地区部にある。
- 基礎課程学校レールテ I
- 基礎課程学校レールテ II
- 聖ベルンヴァルト＝シューレ（カトリック系）
- アルベルト＝シュヴァイツァー＝シューレ
- 基礎課程学校アールテン
- アウエシューレ・アリクゼ
- アウエシューレ・シュタインヴェーデル
- ハインホープの基礎課程学校
- 基礎課程学校ヘーメラーヴァルト
- ハインリヒ＝ボーケマイヤー基礎課程学校インメンゼン
- クレーガルテンの基礎課程学校

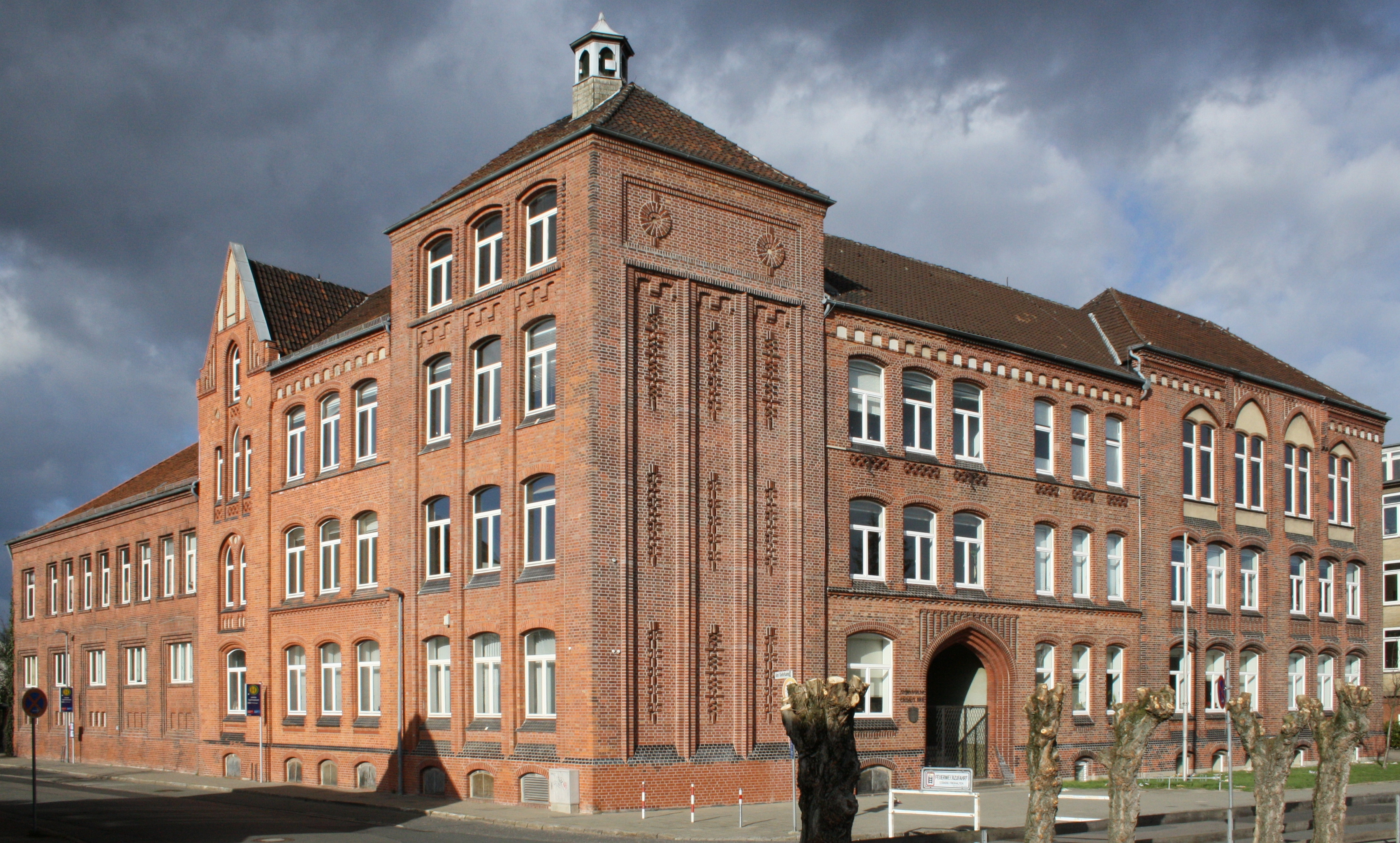
ギムナジウム・レールテ

上級の学校としては、本課程学校、実科学校、統合型総合学校 (IGS) がある。さらに2018/19年の学年からヘーメラーヴァルトのレールテ東学校センターにオーバーシューレが設けられた。ギムナジウムは旧ブルクドルフ郡で最も古いものである。この他に養護学校（学習障害児のための）がある。
- ギムナジウム・レールテ
- レールテ実科学校
- レールテ本課程学校
- レールテ養護学校
- IGS レールテ
- IGS レールテ・オーバーシュトゥーフェ（2015/16年の学年から）
- オーバーシューレ・ヘーメラーヴァルト（2018/19年の学年から）

かつてのオリエンティールングスシュトゥーフェ・レールテ南では、2001年に最初の健康改善プロジェクト「レールター・モデル」がスタートした。

### エネルギー
アールテン地区には1920年代から大規模な変電所が設けられている。1944年にこの変電所にミスブルクへの高圧直流送電の試験施設が増設された。

### 交通

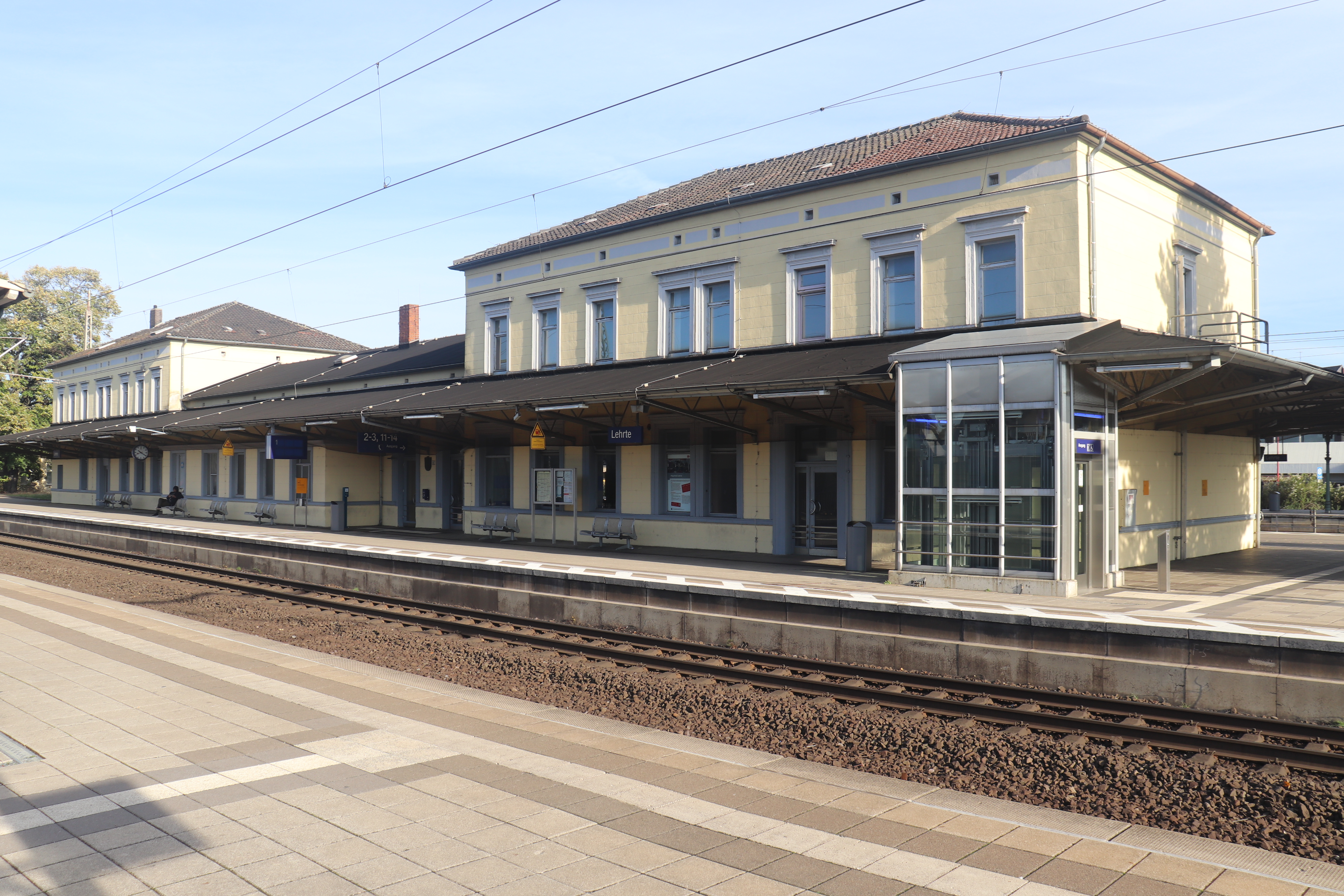
レールテ駅

#### 鉄道交通
レールテは19世紀半ばからすでに王立ハノーファー邦有鉄道の重要な鉄道結節点であり、典型的ないわゆる鉄道都市である。1843年にレールテを経由する鉄道ハノーファー - パイネ線が建設され、その翌年にブラウンシュヴァイクまで延伸され、レールテからツェレへ（1845年）あるいはヒルデスハイムへ（1846年）支線が設けられた。1844年にエドゥアルト・フェルディナント・シュヴァルツの計画に基づいて古典主義様式の駅舎も造られた。
ベルリン - レールテ鉄道は、マクデブルク＝ハルバーシュテッター鉄道共同体 (MHE) によって建設され、1871年に開通した。この鉄道はマクデブルクやブラウンシュヴァイクを経由する既存路線と競合した。この鉄道のベルリンにおける終点はレールター駅であったが、1958年に取り壊された。現在その場所にある新しいベルリン中央駅は「レールター・バーンホーフ」という別名でこれを記念している。レールテからはさらに、ツェレを経由してハンブルクへ行く路線、ヒルデスハイムおよびハノーファー行きの路線がある。
中核市部の南部を東西に分けていたヒルデスハイム行きの路線は、1990年に移転し、レールテの東で鉄道路線網に再び接続された。これにより長らく待ち望まれた都市中心部の交通負荷の軽減が達成された。古い鉄道の軌道は内市街の境界として新たに造り直された。レールテの特徴であった鉄道の障壁は、これによって中核市区から姿を消した。
1998年に、ハノーファーからレールテ、マイナーゼン、ギフホルン、ヴォルフスブルク、エービスフェルデ、シュテンダール、シュパンダウを経由する旧ベルリン - レールテ鉄道沿いに走る高速鉄道路線が開通した。レールテは現在、純然たるローカル鉄道駅であり、したがってベルリン方面へのICEやIC、ライプツィヒ方面へのICは通過する。
旅客近郊交通にとってレールテは、ハノーファーSバーンに接続するハノーファー広域交通 (GVH) の重要な結節点である。ビーレフェルト、ブラウンシュヴァイク、ツェレ、ハノーファー、ヒルデスハイム、ライネ、ヴォルフスブルクへ往来する様々なカテゴリーの列車がレールテに停車し、あるいは終点としている。
南北と東西の貨物路線が交差する点にあった旧操車場は、1960年に廃止された後、1964年までにかつてのおよそ半分の規模に縮小された。その跡はコンテナ駅に改造され、貨物車を入れ替える必要がなくなった。「メガハブ・レールテ」という呼称が往時を記念している。
アールテン地区には、変電施設を備えた鉄道用変電所がある。

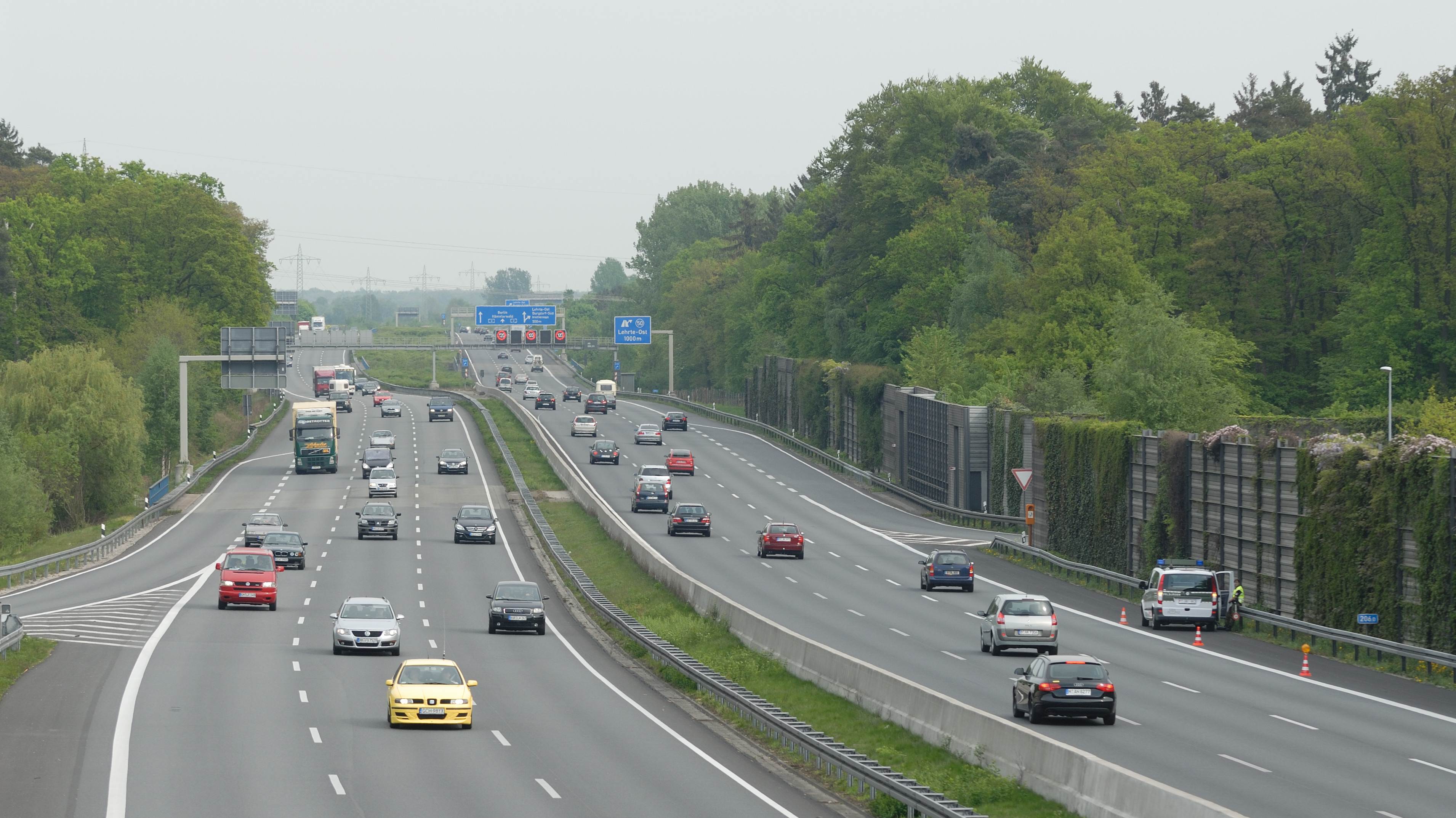
アウトバーン2号線、レールター・ゼー・パーキングエリア付近

#### 道路交通
レールテは、ドルトムントからハノーファー、ブラウンシュヴァイク、マクデブルクを経由してベルリンに至る連邦アウトバーン2号線 (A2) 沿いに位置しており、3つのインターチェンジ（レールテ、レールテ東、レールテ＝ヘーメラーヴァルト）を介してこれにアクセスできる。
レールテの西約 7 km を北から南に、ハンブルクからハノーファーを経由してヒルデスハイム、ゲッティンゲン、カッセル、ウルムに至る連邦アウトバーン7号線 (A7) が通っており、レールテのアールテン地区にあるハノーファー東ジャンクションでA2号線と交差する。レールテは、別のインターチェンジ（ハノーファー＝アンデルテン）からもA7号線にアクセスできる。
連邦道443号線がレールテを南北に通っている。北はブルクドルフを経由して連邦アウトバーン37号線または連邦道3号線を使ってツェレに至る。南はゼーンデを経由してパッテンゼンで連邦道6号線につながる。連邦道443号線は、レールテの南でハノーファーからパイネに至る連邦道65号線と交差している。
たとえば、かつての鉄道の道床を自転車道に改造するなどの自転車道インフラの改善により、この街は2009年に「ニーダーザクセンの自転車に親しい自治体」というタイトルを授与された。
2016年に古く、老朽化した駅前の駐車場が建て替えられた。

#### バス交通
レールテには8本のバス路線が通っている。このうち4路線は中心市区のみを運行している。金曜日と土曜日には夜行バス路線も運行されている。バスは中核市区からレールテのすべての地区に行くことができ、ブルクドルフ市やゼーンデ市にも運行している。

## 人物

### 出身者
- ハインリヒ・シュミット（1902年 - 1960年）政治家 (NSDAP)
- クルト・ヒルシュフェルト（1902年 - 1964年）演出家、ドラマトゥルク
- ルーカス・リーガー（ドイツ語版、英語版）（1999年 - ）歌手

### ゆかりの人物
- アルフレート・シュレム（1894年 - 1986年）軍人。最終階級は降下猟兵大将。戦後亡くなるまでアールテンに住んだ。
- ボギスラウ・フォン・ボーニン（1908年 - 1980年）軍人、ジャーナリスト。レールテで亡くなった。
- ラインハルト・マイ（ドイツ語版、英語版）（1942年 - ）ミュージシャン。アールテンに住んでいたことがある。
- ゲアハルト・シュレーダー（1944年 - ）政治家。ドイツ連邦首相を務めた。1984年から1997年までインメンゼンに住んでいた。
- ヴェルナー・ラムペ（ドイツ語版、英語版）（1952年 - ）水泳選手。アルプケ在住。
- ウルズラ・フォン・デア・ライエン（1958年 - ）政治家。2019年11月1日から欧州委員会委員長を務める。レールテのギムナジウムで学んだ。
- ロナルド・M.シェルニカウ（ドイツ語版、英語版）（1960年 - 1991年）作家。レールテで育ち、レールテのギムナジウムで学んだ。
- フーベルトゥス・ハイル（1972年 - ）政治家。連邦労働・社会大臣を務める。レールテのヘーメラーヴァルトで育った。

## 関連図書
- Wilhelm Behre (1980). Lehrte in alten Ansichten. Zaltbommel/Niederlande: Europaeische Bibliothek. ISBN 90-288-1203-2
- Paul Bode (1954). Stadtverwaltung Lehrte. ed. Urkundliches zur Geschichte der Stadt Lehrte. Lehrte
- Ernst Bödeker (1948). Stadtverwaltung Lehrte. ed. Dorf- und Stadtgeschichte Lehrte. Lehrte
- Hans H. Götting; Ernst Bödeker; Paul Bode (1996). Von den Anfängen bis zur Stadtwerdung des Dorfes Lehrte. Lehrte: Verlag der Bücherstube Jens Veenhuis
- Lothar Rolf Luhm (2009). Volksbank-Lehrte-Stiftung. ed. Auch im Großen Freien hat so manches alte Haus sein kleines Geheimnis. Lehrte
- Lehrter Land & Leute: Magazin zur Geschichte, Kultur und Heimatkunde. Lehrte: Hübner
- Werner Mikus (1966). : Die Auswirkungen eines Eisenbahnknotenpunktes auf die geographische Struktur einer Siedlung: am speziellen Beispiel von Lehrte und ein Vergleich mit Bebra und Olten/Schweiz. Freiburger Geographische Hefte, H. 3. Freiburg
- Gerhard K. Schmidt (1998). Stadt Lehrte. ed. 1898–1998 Einhundert Jahre Stadt Lehrte. ISBN 978-3-00-002634-8
- Hans Veit (1987). Lehrte vor dem Ersten Weltkrieg – Eine bebilderte Chronik der Jahre 1901 bis 1914. Hildesheim: Verlag August Lax. ISBN 978-3-7848-4038-3
- Hans Veit (1989). Lehrte im Ersten Weltkrieg und in der Weimarer Republik : 1914 - 1932. Lehrte: Verlag der Lehrter Bücherstube